# Minze Beuving
Minze Atte Beuving (Heerenveen, 24 januari 1947) is een Nederlandse gepensioneerde luitenant-generaal. Hij was van 2004 tot 2008 de bevelhebber van de Koninklijke Marechaussee.

## Politie
Na het behalen van het HBS-B diploma (1966) volgde hij de opleiding tot politieofficier aan de Nederlandse Politie Academie, waaraan hij in 1969 afstudeerde. Na zijn studie volgde hij een stage (1 jaar) bij de gemeentepolitie Arnhem. Van 1970 tot 1987 diende hij in diverse functies bij het Korps Rijkspolitie.
In 1987 werd hij aangesteld als commandant van het district Drenthe van de rijkspolitie. In het kader van de reorganisatie van de gemeente- en rijkspolitie werd hij in 1991 aangesteld als beoogd regionaal korpschef politie Drenthe, waarna hij in 1994 in de rang van hoofdcommissaris van politie definitief werd aangesteld als korpschef regio Drenthe.
In 1995 volgde zijn benoeming in de rang van hoofdcommissaris van politie tot regionaal korpschef regio Noord- en Oost-Gelderland. Eveneens in de rang van hoofdcommissaris van politie werd hij in 2000 benoemd tot Korpschef van het Korps Landelijke Politie Diensten.
Gedurende zijn carrière bekleedde hij vele nevenfuncties. Zo was hij lid van de Bijzondere Bijstandseenheid Rijkspolitie, compagniescommandant en operationeel commandant van bijstandseenheden van de Rijkspolitie en plaatsvervangend algemeen commandant van de staf van leidinggevende politiefunctionarissen bij grootschalige ordeverstoringen.
Hij was hoofdbestuurslid van de Vereniging van Middelbaar en Hogere Politieambtenaren (1985-1993) in welke hoedanigheid hij lid was van het Georganiseerd Overleg Rijkspolitie (1985-1988) en van het Centraal Georganiseerd Overleg Politie (1988-1993). In de periode 1993-2001 was hij lid van de werkgeversdelegatie CAO-overhandelingen Politie.
Als hoofdcommissaris van politie was hij voorzitter van de Raad van Hoofdcommissarissen. Daarnaast beheerde hij in de Raad de portefeuille Financieel-Digitaal Rechercheren en was hij lid van de Board "Opsporing" en de Board Internationale Betrekkingen.

## Koninklijke Marechaussee
Vanaf 7 januari 2004 vervulde hij de functie van bevelhebber der Koninklijke Marechaussee, tevens Gouverneur der Residentie.
Op 5 september 2005 vond een ingrijpende wijziging plaats van de defensie-organisatiestructuur. Met ingang van deze datum was Beuving commandant Koninklijke Marchechaussee.
Op 24 april 2008 droeg Beuving zijn functie als commandant Koninklijke Marechaussee over aan luitenant-generaal Dick van Putten.

## Onderscheidingen
- Officier in de Orde van Oranje-Nassau
- Huwelijksmedaille 2002
- Herinneringsmedaille Vrijwillige Politie 1948–1998
- Kruis voor betoonde marsvaardigheid
- Vaardigheidsmedaille van de Nederlandse Sport Federatie
- Grootkruis in de Orde van Verdienste van de Bondsrepubliek Duitsland
- Grootofficier in de Orde van het Zuiderkruis van Brazilië (07-04-2008)[1]
- Kruis van Verdienste van de Italiaanse Carabinieri